# Шрепель, Миливой
Миливой Шрепель (8 ноября 1862, Карловац — 23 февраля 1905, Загреб, Королевство Хорватия и Славония, Австро-Венгрия) — хорватский историк литературы и переводчик, профессор.
Учился в Классической гимназии в Загребе до 1880 года. Изучал философию, славистику и классическую филологию в Загребском университете. В 1886 году защитил докторскую диссертацию о текстах народных песен «Akcenat i metar junačkih narodnih pjesama». Преподавал в Классической гимназии с 1884 по 1887, в Загребском университете с 1889. Член Хорватской академии наук и искусств с 1893 года. Член-корреспондент Петербургской академии наук c 07.12.1902 по отделению русского языка и словесности.
В числе наиболее известных трудов: критико-биографический сборник «Slike iz svjetske književnosti» (Образы мировой литературы, 1891—1894), "Rimska satira" (Римская сатира, 1894), "Rimska književnost i latinski jezik" (Римская литература и латинский язык, 1898), "Klasična filologija" (Классическая филология, 1899), "Preporod u Italiji u XV. i XVI. stoljeću" (Итальянское Возрождение XV-XVI веков, 1899).